# Гулий Іван Степанович
Іван Степанович Гулий (23 березня 1930, Воскресенка — 26 червня 2004, Київ) — український науковець, доктор технічних наук, дійсний член (академік) Української академії аграрних наук, ректор Національного університету харчових технологій в 1973—2003 роках. Заслужений працівник вищої школи УРСР.

## Життєпис
Народився 23 березня 1930 року в селі Воскресенка Пологівського району Запорізької області в селянській родині. У 1955 році закінчив Київський технологічний інститут харчової промисловості. Працював на Ходорівськиму цукровому заводі помічником головного механіка. У 1962 році на кафедрі спецобладнання.
І. С. Гулий захистив кандидатську дисертацію. Працював в інституті молодшим науковим співробітником, асистентом, старшим викладачем, доцентом кафедр автоматики та теоретичної та загальної теплотехніки. У 1972 році захистив докторську дисертацію і був призначений проректором з наукової роботи. Протягом 24 років був науковим керівником Проблемної науково-дослідної лабораторії. Вперше розробив теоретичні основи процесів безперервної кристалізації цукру; творець принципово нової технології «Електротехнології харчових виробництв», вітчизняної технології пектину і пектинопродуктів, створив новий напрямок в технології харчових продуктів оздоровчого і профілактичного призначення з нетрадиційної сировини, ініціатор впровадження нових технологій харчових продуктів на основі використання електрокриогенної техніки, мембранної і екструзивної технології.
Протягом багатьох років очолював секцію легкої та харчової промисловості Комітету з Державних премій в галузі науки і техніки УРСР та України, обирався депутатом Київської міської ради народних депутатів 4-х скликань.
І. С. Гулий автор 600 наукових праць, у тому числі 18 монографій, 7 брошур, 2 навчальних посібників, 298 статей, 78 авторських свідоцтв, 52 патентів. Особисто підготував 29 кандидатів і 15 докторів наук.

Могила Гулого І. С.

З 1973 по 2003 рік був ректором Київського технологічного інституту харчової промисловості (з 1993 року — Український державний університет харчових технологій, з 2002 року — Національного університету харчових технологій). При ньому вдвічі зросла матеріально-технічна база закладу, побудовані лабораторний корпус, спортивний комплекс, майже в шість разів збільшилася кількість спеціальностей і спеціалізацій. Контингент студентів зріс у чотири рази.
Помер 26 червня 2004 року. Похований на Берковецькому кладовищі у Києві.

## Нагороди, відзнаки
- Двічі лауреат Державної премії України в галузі науки і техніки.
- Заслужений працівник вищої школи УРСР.
- Орден Трудового Червоного прапора.
- Орден «За заслуги» III ступеня.
- Хрест пошани «За духовне відродження».

## Вшанування
На згадку про науковця І. С. Гулия, на будинку по вул. Лейпцизька, 2/37, де він мешкав науковець, встановлена меморіальна таблиця.